# Power Macintosh 7300
Le Power Macintosh 7300 est sorti en février 1997 et reprenait le même boîtier que le Power Macintosh 7600. Sa principale évolution est qu'il était doté d'un processeur PowerPC 604e (cadencé à 166 ou 200 MHz) plus rapide que les 604 des 7600. Il embarquait aussi un disque dur plus gros (2 Go) et un lecteur CD-ROM plus rapide (12x contre 8x). En contrepartie, Apple a choisi de supprimer les connexions audiovisuelles qui étaient présentes sur tous ses prédécesseurs de la gamme 7x00. Il était vendu en bundle avec la suite Microsoft Office pour 18 000 F (modèle 166 MHz) à 21 700 F (modèle 200 MHz) en France (soit de 5 000 à 9 000 F de plus que le Power Macintosh 7600/132).
Un modèle à 180 MHz fut aussi commercialisé aux États-Unis seulement.
Un modèle PC Compatible fut disponible en avril 1997. Ce modèle intégrait un second processeur Pentium à 166 MHz dans l'un des slots PCI.
Une version serveur du Power Mac 7300/180 fut commercialisée fin avril 1997 sous le nom de Workgroup Server 7350. Ce modèle intégrait, en plus d'une suite logicielle spécifique, un disque dur de 4 Go et 48 Mio de mémoire vive. Il existait en trois différentes versions selon les logiciels fournis : Application Server Solution, AppleShare Server Solution ou Internet Server Solution.

## Caractéristiques
- processeur : PowerPC 604e cadencé à 166, 180 ou 200 MHz
- adressage 32 bit
- bus système 64 bit cadencé respectivement à 41,5, 45 et 50 MHz
- mémoire morte : 4 Mio
- mémoire vive : 16 Mio (modèles 166 et 180 MHz), 32 Mio (modèle 200 MHz) ou 48 Mio (WGS 7350), extensible à 512 Mio (ou 1 Gio avec des barrettes plus récentes non supportées par Apple)
- mémoire cache de niveau 1 : 64 Kio
- mémoire cache de niveau 2 : 256 Kio
- disque dur SCSI de 2 Go (4 Go sur le WGS 7350)
- lecteur de disquette 1,44 Mo 3,5"
- lecteur CD-ROM 12x
- carte vidéo avec 2 Mio de mémoire vidéo (extensible à 4 Mio avec des modules de 1 Mio)
- résolutions supportées :
  - 512 × 384 en 24 bit
  - 640 × 480 en 24 bit
  - 800 × 600 en 24 bit
  - 832 × 624 en 24 bit
  - 1 024 × 768 en 16 bit (24 bit avec 4 Mio de mémoire vidéo)
  - 1 152 × 870 en 16 bit (24 bit avec 4 Mio de mémoire vidéo)
  - 1 280 × 1 024 en 8 bit (16 bit avec 4 Mio de mémoire vidéo)
- slots d'extension :
  - 3 slots d'extension PCI (dont un occupé par la carte vidéo)
  - 8 connecteurs mémoire de type DIMM 168 broches (vitesse minimale : 70 ns)
  - 2 emplacement VRAM libres
  - 1 emplacement 3,5" libre (externe)
- connectique :
  - port SCSI DB-25
  - 2 ports série Mini Din-8 Geoports
  - 1 port ADB
  - port Ethernet AAUI et 10BASE-T
  - port vidéo : DB-15
  - sortie audio : stéréo 16 bit
  - entrée audio : stéréo 16 bit
- haut-parleur mono
- dimensions : 15,6 × 36,5 × 43,0 cm
- poids : 10,0 kg
- alimentation : 150 W
- systèmes supportés : Système 7.5.5 à Mac OS 9.1